# EVW Holding
EVW Holding este o companie importatoare și distribuitoare a camioanelor olandeze DAF, din Cluj-Napoca.
EVW Holding este deținut de doi antreprenori locali - Chita Gheorghe cu o participație de 33% din acțiuni și Mircea Dorel Mureșan cu 17% din titluri - și de grupul olandez E VAN WIJK, cu 50% din acțiuni.
În anul 2008 EVW Holding a vândut 1.300 de camioane DAF, față de 373 de unități comercializate în anul 2009, și avea o cotă de piață de circa 20%.
Cei mai importanți competitori ai firmei sunt Mercedes-Benz și Volvo.
Cifra de afaceri:
- 2009: 52 milioane euro[1]
- 2008: 135 milioane euro[1]